# Bianca Döring
Bianca Döring (vollständiger Name: Anne-Bianca Döring, * 1957 in Schlitz/Vogelsberg) ist eine deutsche Schriftstellerin, Musikerin und Malerin.

## Leben
Bianca Döring studierte von 1976 bis 1988 Germanistik, Musik, Polytechnik und Erziehungswissenschaft an der Hochschule für Musik Trossingen und an den Universitäten in Marburg und Kassel. Daneben absolvierte sie eine Gesangsausbildung. Ab 1980 arbeitete sie in Kindergärten, in der Altenpflege, in Krankenhäusern und Fabriken. Sie ist aktiv als  Performance-Künstlerin, Malerin und tritt seit 1987 als Sängerin auf. Nach einem ersten Gedichtband im Jahre 1978 erschienen seit 1990 weitere Veröffentlichungen mit Gedichten und Prosa. 1992 nahm sie am  Ingeborg-Bachmann-Wettbewerb in Klagenfurt teil. Bianca Döring ließ sich zur  Gesangs- und Kreativ-Therapeutin ausbilden und betreut als solche auch Kranke und Behinderte; außerdem leitet sie Schreibwerkstätten. Sie lebt in Berlin.
Bianca Döring ist seit 1999 Mitglied des PEN-Zentrums Deutschland. Sie erhielt u. a. folgende Auszeichnungen: 1990 den Kulturförderpreis der Stadt Kassel, 1991 ein Stipendium des Künstlerhauses Edenkoben, 1992 den Kunstpreis der Stadt Frankfurt am Main, 1992 ein Stipendium der Akademie Schloss Solitude in Stuttgart, 1995 ein Stipendium des Heinrich-Heine-Hauses in Lüneburg sowie 1999 den Martha-Saalfeld-Förderpreis des Landes 
Rheinland-Pfalz.

## Werke
- Gezeitetes, St. Michael 1979 (unter dem Namen Anne-Bianca Döring)
- Ein Flamingo, eine Wüste, Frankfurt am Main 1990, ISBN 978-3-51811-588-6
- Schnee und Niemand, Frankfurt am Main 1992, ISBN 978-3-51811-779-8
- Siebzehn, Stuttgart 1993, ISBN 978-3-92908-508-2
- Tag, Nacht - Helles, Verlies, Gotha [u. a.] 1995 (zusammen mit Wolf Spies)
- Hallo Mr. Zebra, München 1999, ISBN 978-3-42324-154-0
- Schierling und Stern, Lüneburg 1999, ISBN 978-3-93315-648-8
- Little Alien, München 2000, ISBN 978-3-42324-220-2
- Ging ich durch Stein und Luft, Angermünde 2015, ISBN 978-3-89502-398-9
- Flieg, mein elektrischer Fisch, edition offenes feld, Dortmund 2016, ISBN 978-3-84233-448-9
- Im Mangoschatten, PalmArtPress, Berlin 2019, ISBN 978-3-96258-026-1
- Schalen, Lyrik, PalmArtPress, Berlin 2021, ISBN 978-3-96258-093-3
- Der Regen pengte ins Gras und andere solche Geschichten, PalmArtPress, Berlin 2023, ISBN 978-3-96258-149-7